# Ajat
 Ajat  (en occitano Ajac d'Auba Ròcha) es una población y comuna francesa, situada en la región de Aquitania, departamento de Dordoña, en el distrito de Périgueux y cantón de Thenon.
Se halla en la región histórica de Perigòrd.

## Demografía
| 352 | 306 | 301 | 297 | 275 | 281 |
| Para los censos de 1962 a 1999 la población legal corresponde a la población sin duplicidades (Fuente: INSEE [Consultar]) |     |     |     |     |     |